# اونین
اونین (به ژاپنی: 応仁 Ōnin) نام یک عصر تاریخی ژاپنی بود. این عصر بعد از  بونشو (دوره) و قبل از بونمئی قرار داشت و از مارس ۱۴۶۷ تا آوریل ۱۴۶۹ میلادی به طول انجامید. در طی این عصر امپراتور گو-تسوتشیمیکادو امپراتور ژاپن بود.